# Supercross 3D
Pour les articles homonymes, voir Supercross (homonymie).
Supercross 3D est un jeu vidéo de course sorti en 1995 sur Jaguar. Le jeu a été développé par Tiertex et édité par Atari.